# Brev till paradiset
Brev till paradiset är en svensk film från 1989 med regi och manus av Mikael Wiström. I rollerna ses bland andra Maud Nycander, Håkan Welff och Peter Torbiörnsson.

## Om filmen
Inspelningen hade en budget på 5 000 000 svenska kronor, vilket var lågt jämfört med vad en film normalt kostade att göra vid denna tidpunkt. De låga kostnaderna förklarades delvis av att Wiström valde att arbeta med amatörskådespelare. Producent var Anders Birkeland och fotograf Peter Östlund. Gunnar Edander och Johan Zachrisson komponerade originalmusik till filmen och Anette Lykke Lundberg var klippare. Filmen premiärvisades på Göteborgs filmfestival den 29 januari 1989 och biopremiär hade den 6 februari samma år på Hagabion i Göteborg, Studio i Stockholm och Fyris i Uppsala.

## Handling
Filmen handlar om den unga fotografen Maria.

## Rollista i urval
- Maud Nycander – Maria
- Peter Torbiörnsson – journalisten

### Fotnoter
1. 1 2 3  ”Brev till paradiset”. Svensk Filmdatabas. http://sfi.se/sv/svensk-filmdatabas/Item/?itemid=16913&type=MOVIE&iv=Basic&ref=/templates/SwedishFilmSearchResult.aspx?id%3d1225%26epslanguage%3dsv%26searchword%3dbrev+till+paradiset%26type%3dMovieTitle%26match%3dBegin%26page%3d1%26prom%3dFalse. Läst 22 maj 2013.